# 蒙古韭
蒙古韭也称沙葱，是葱科葱属的植物。分布在蒙古以及中国的青海、新疆、宁夏、陕西、甘肃、内蒙古、辽宁等地，生长于海拔800米至2,800米的地区，多生长在砂地、荒漠和干旱山坡，目前已由人工引种栽培。
种加名 mongolicum 意为“蒙古的”。
蒙古韭的叶及花可食用，地上部分可入药，各种牲畜均喜食，为优等饲用植物。